# Velké Losiny (stacja kolejowa)
Velké Losiny – stacja kolejowa w Velkich Losinach, w kraju ołomunieckim, w Czechach Znajduje się na wysokości 395 m n.p.m.
Na stacji nie ma możliwości zakupu biletów, a obsługa podróżnych odbywa się w pociągu. 

## Linie kolejowe
- 293 Šumperk - Kouty nad Desnou/Sobotín